# Lais la Bella
Lais la Bella (grec antic: Λαΐς and Λαΐδα)  (Corint, segle V aC - Corint, p. segle IV aC) o Lais de Corint fou una hetera que probablement va néixer a Corint al segle v aC, i que va viure en temps de la Guerra del Peloponès. En el seu temps era considerada la més bella de la seva època. La seva figura va ser especialment admirada, segons diu Ateneu de Nàucratis. Era notable també per la seva avarícia i pels seus capricis.
Va tenir nombrosos amants, entre ells el filòsof Aristip que li va dedicar dues obres (Πρὸς Λαΐδα ("Pros Laida" Sobre Lais), i Πρὸς Λαΐδα περὶ του κατόπτρου (Pros Laida perí tou katóptrou" (Sobre Lais davant del mirall). Es va enamorar i va estar aparellada amb l'esportista Eubotes de Cirene sota promesa de matrimoni, el qual, després de la seva victòria a Olímpia va complir a la seva manera la paraula de portar-la a Cirene, ja que es va emportar un retrat d'ella, segons diu Claudi Elià.
Quan ja era gran es va tornar alcohòlica. Va morir a Corint i se li va erigir un monument (una lleona que s'emportava un moltó) a un bosquet anomenat Κράνειον ("Kraneion" Sanguinyol). Es conserva un epigrama a l'Antologia palatina on se la descriu oferint un mirall a Afrodita, mentre li diu que en fa entrega perquè no es vol veure tal com és (ja molt gran), ni es pot veure tal com era. La representació de Lais amb un mirall és un tema recurrent. La seva fama era encara vigent a Corint en temps de Pausànias, que cita el proverbi οὐ Κόρινθος οὔτε Λαίς ("Ou Korintos oute Lais").